# M79 (granátomet)
M79 je americký granátomet, který byl představen v roce 1961. Mezi americkými vojáky je známý jako Thumper, Thump-Gun, Bloop Tube nebo Blooper.
M79 je schopen střílet širokou škálu 40 mm projektilů, včetně výbušných, dále proti živé síle, kouřových, brokovnicových a osvětlovacích. Navržen byl, aby zaplnil mezeru mezi vzdálenostmi 50 m (maximální vzdálenost hodu ručního granátu) a 300 m (minimální vzdálenost minometné palby). I když byl z velké části nahrazen granátometem M203, zůstává M79 ve službě u mnoha jednotek po celém světě.